# Willow Weep for Me
„Willow Weep for Me“ je píseň, kterou napsala Ann Ronell. Její původní verzi nahrál Ted Fio Rito spolu se zpěvákem Muzzym Marcellinem. Původně byla píseň napsána ve 4/4 době, ale různí jazzoví ji upravili do 3/4 (například Phil Woods a Dr. Lonnie Smith). Píseň v pozdějších letech nahráli například Thelonious Monk, Louis Armstrong, Frank Sinatra, Nina Simone a Diana Krall.